# Нільс Арне Егген
Нільс Арне Егген (норв. Nils Arne Eggen, 17 вересня 1941, Оркдал, Норвегія — 19 січня 2022) — норвезький футболіст, захисник, футбольний тренер та викладач з Оркдала. Кар'єра Еггена тісно пов'язана з «Русенборгом», яким він з перервами керував протягом 23 років (у період між 1970 і 2010 роком). Найуспішніший норвезький футбольний тренер, 15-разовий переможець вищого дивізіону чемпіонату Норвегії та 6-кратний володар національного кубку. Тактичний акцент Егген робиться на грі в атакувальний футбол за схемою 4-3-3, а його спосіб гри часто згадується як «натхнення» серед гравців, тренерів та клубів як у країні, так і за кордоном. У своєму рідному Треннелагу Егген шанують та вважають найвидатнішим та найвпливовішим спортсменом у регіоні, випереджаючи при цьому олімпійських чемпіонів, таких як Яльмар Андерсен та Петтер Нуртуг.
Кар'єру футболіста розпочав в «Оркдалі»; з 1960 по 1963 та з 1966 по 1969 рік виступав за «Русенборг», а з 1964 по 1966 рік — за «Волеренгу». У період з 1963 по 1969 зіграв 29 матчів у футболці національної збірної Норвегії. У складі «Русенборга» двічі вигравав вищий дивізіон чемпіонату Норвегії та 1-го разу кубок Норвегії, ще одного разу став чемпіоном Норвегії у складі «Волеренги».
У 1971 році Егген став головним тренером «Русенборгу», вигравши чемпіонат у своєму першому сезоні. У 1973 році залишив команду та очолив молодіжну збірну Норвегії. Потім очолив національну збірну Норвегії, яку разом з К'єллем Шоу-Андреассеном очолював до 1977 року. Після цього повернувся до «Русенборга», де працював до 1982 року. З 1983 по 1985 рік очолював «Оркдал». У 1986 році його призначили головним тренером «Моссом», де він у першому сезоні виграв Другий дивізіон, а потім й вищий дивізіон. Протягом вище вказаного клубу Нільс також тренував олімпійську збірну Норвегії. У 1988 році очолив «Русенборг», в якому виступав до 2002 року (за винятком відпустки у 1998 році). Вище вказаний період команди став «золотим» в історії клубу, команда 11 разів виграв чемпіонат та взяла участь у восьми поспіль сезонах у Лізі чемпіонів. У сезоні 2010 року Егген повернувся на посаду головного тренера, знову вигравши чемпіонат.

## Кар'єра гравця
Футбольну кар'єру розпочав у 15-річному віці на позиції захисника в команді рідного міста «Оркдал». Згодом переїхав для навчання до Тронгейма та приєднався до «Русенборга». Разом з командою 1960 року виграв кубок Норвегії.
У 1963 році перебрався до Осло, де став гравцем «Волеренги». У 1965 році разом з командою виграв вищий дивізіон чемпіонату Норвегії. Після цього повернувся до Тронгейма, де допоміг «Русенборгу» двічі виграти чемпіонат. У 1968 році визнаний найкращим гравцем року, після чого вирішив завершити кар'єру гравця.

## Кар'єра тренера
Егген призначений тренером «Русенборга» разом з Тором Росте Фоссеном, і в своєму дебютному сезоні (1971) вони вперше в історії клубу виграли «золотий дубль». У середині 1970-их років працював тренером молодіжної збірної Норвегії, а згодом і національної збірної. У кваліфікації чемпіонату світу 1978 року домашні перемоги над Швецією та Швейцарією поставили Норвегію в змагання за вихід у фінальну частину змагання. Поразка в останній грі проти Швейцарії означала, що вони не змогли вийти до фінальної частини, і лише в 1994 році норвежці знову наблизились до фінальної частини чемпіонату.
У 1978 році повернувся на посаду головного тренера «Русенборга» — команда, яка на той час виступала в другому дивізіоні Норвегії. Два роки по тому команда знову потрапила до числа топ-команд першого дивізіону. У сезоні 196/87 років тренував «Мосс», а по завершенні сезону повернувся до «Русенборга». За два роки роботи у «Моссі» вперше вивів команду в перший дивізіон у 1986 році, а потім привів клуб до першого та єдиного в його історії чемпіонства у вищому дивізіоні Норвегії 1987 року.
Gодав у відставку з посади головного тренера «Русенборга» в 2002 році. Два останніх досягнення фахівця — перемога у вищому дивізіоні Норвегії (11-ий раз поспіль) та кваліфікація до Ліги чемпіонів УЄФА (8-ий раз поспіль). Також за період перебування Нільса на тренерському містку «Русенборга» клуб неодноразово вигравав кубок Норвегії. Повернувся до клубу у листопаді 2004 року — цього разу помічником головного тренера / консультантом, але вже в 2005 році залишив займану посаду, при цьому фахівець визнав, що йому не вдалося виконати ті завдання, які планувалося ралізувати. У травні 2010 року знову зайняв посаду головного тренера «Русенборга» після того, як Ерік Гамрен зайняв посаду головного тренера збірної Швеції з футболу. Будучи виконувачем обов'язків головного тренера, допоки Ян Єнссон не мав можливості вступити на посаду, Егген привів «Русенборг» до його 22-го чемпіонства у вищому дивізіоні Норвегії.
1 листопада 2011 року знову повернувся до тренерської діяльності, цього разу очоливши клуб 5-го дивізіону чемпіонату Норвегії «Оркла». За підсумками свого дебютного сезону в команді зумів вивести команду до четвертого дивізіону норвезького чемпіонату.
У 2003 році нагороджений Королівським норвезьким орденом Святого Олафа за внесок у розвиток норвезького футболу.

## Футбольна філософія
Егген згадував про натхнення нідерландським тотальним футболом та Рінусом Міхелсом на власну роботу. Фундаментальним моментом було підпорядкування індивідів (частин) цілому, щоб ціле могло перевершити суму талантів усіх своїх гравців. Часто він використовував метафору русенборзького ритму, щоб передати своє повідомлення. Він зосереджувався на швидких та масованих контратаках та формуванні захисниї гри в команді. Схема 4-3-3 відіграла важливу роль у філософії Еггена як тренера.

## Цитати
- «Це надія у висячому хропінні» — виникають проблеми з перекладом норвезького прислів'я на міжнародній прес-конференції.
- «Ми граємо з двома стоперами та трьома списами» — говорячи про тактику Розенборга на прес-конференції перед грою Ліги чемпіонів (стопери означають центральних захисників, а списи — нападників).
- «Вітаю, дупо-футбол!» — (Gratulerer, rævva-fotball!), введення нового норвезького терміна, популярного з тих пір. Про це ж повторив тренер «Молде» Оге Гарейде після того, як «Русенборг» програв півфінал Кубка Норвегії 1994 року.

## Досягнення

### Як гравця
«Волеренга»
- Елітесеріен
  -  Чемпіон (1): 1965

«Русенборг»
- Елітесеріен
  -  Чемпіон (2): 1967, 1969

- Кубок Норвегії
  -  Володар (1): 1960

Індивідуальні
- Найкращий гравець року Першого дивізіону Норвегії (1): 1967[6]

### Як тренера
«Русенборг»
- Елітесеріен
  -  Чемпіон (14): 1971, 1988, 1990, 1992, 1993, 1994, 1995, 1996, 1997, 1999, 2000, 2001, 2002, 2010

- Кубок Норвегії
  -  Володар (1): 1971, 1988, 1990, 1992, 1995, 1999

«Мосс»
- Елітесеріен
  -  Чемпіон (1): 1987

Індивідуальні
- Футболіст року в Норвегії (6): 1990, 1994, 1995, 1996, 1997, 1999
- Почесна нагорода Кніксена: 2002